# Manuel Amador
Manuel Amador (Albacete, 27 de junio de 1970) es un torero español.

## Carrera
Su debut en público se produjo el 14 de agosto de 1989 en Vianos (Albacete). El 19 de marzo de 1991 debutó con picadores en Aranjuez. Su presentación en Las Ventas tuvo lugar el 21 de mayo de 1996.
Tomó la alternativa el 11 de septiembre de 1997 en Albacete con Enrique Ponce como padrino y Vicente Barrera como testigo ante ganado de Daniel Ruiz. El toro se llamaba Acuchillado. Su confirmación en Las Ventas tuvo lugar la tarde del 21 de mayo de 1999.